# Sonet 129 (William Szekspir)

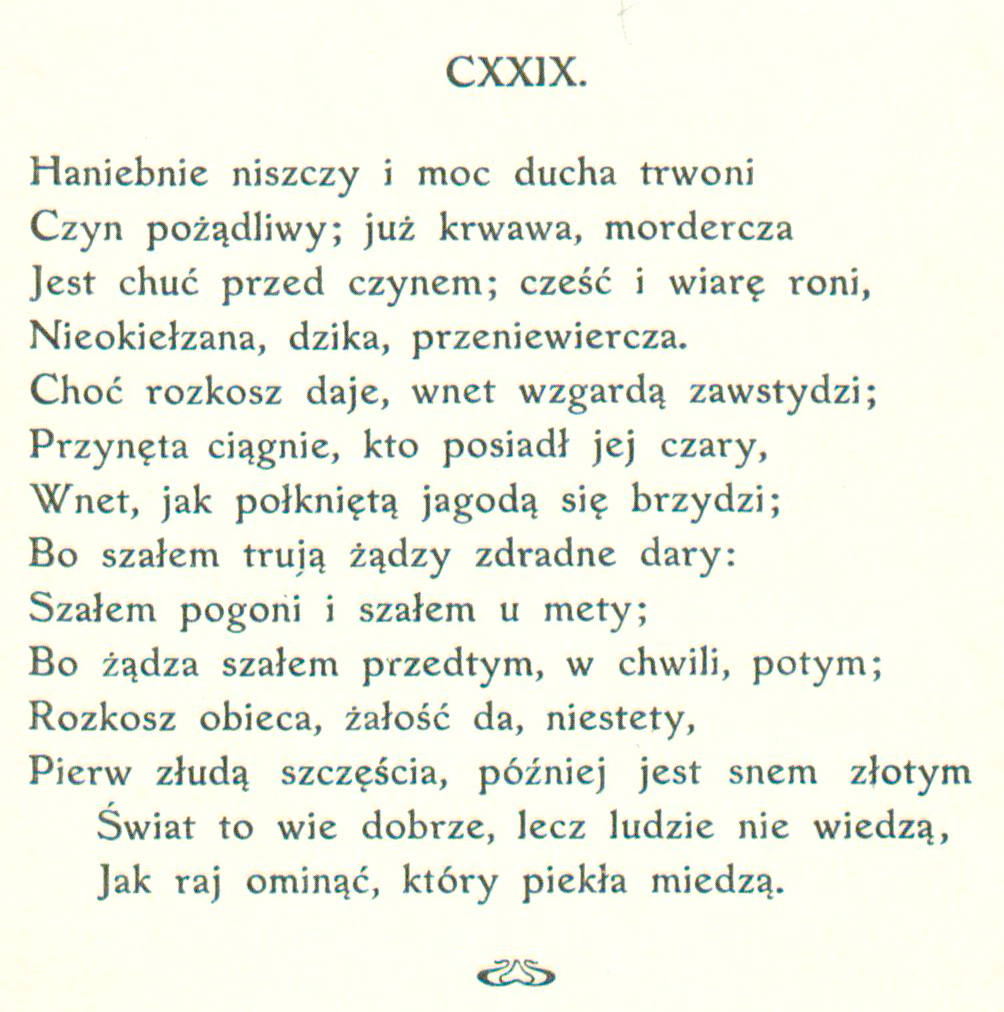
Pierwszy przekład sonetu 129 na język polski z 1913 przez ks. Marię Sułkowską.

The expense of spirit in a waste of shame

Is lust in action: and till action, lust

Is perjured, murderous, bloody, full of blame,

Savage, extreme, rude, cruel, not to trust;

Enjoyed no sooner but despised straight;

Past reason hunted; and no sooner had,

Past reason hated, as a swallowed bait,

On purpose laid to make the taker mad.

Mad in pursuit and in possession so;

Had, having, and in quest to have extreme;

A bliss in proof, and proved, a very woe;

Before, a joy proposed; behind a dream.

All this the world well knows; yet none knows well
To shun the heaven that leads men to this hell.

Duch się zużywa na wstydu ogromy,

Spełniwszy chuć swą; chuć zaś, nim dokona

Swojego czynu, pełna jest oskomy

Krwawej, morderczej; kłamliwa jest ona,

Podstępna, podła. Wstręt wstrząsa twem ciałem,

Ledwieś ją zażył; gonisz ją szalenie,

A dogoniwszy, gardzisz z równym szałem —

Jad, co w szaleństwo przemienia twe tchnienie,

Dzika, gdy ściga, dzika, gdy posiędzie;

Wciekła w pragnieniu i wściekła w nasycie,

Rozkosz ci daje w oczekiwań pędzie,

A gdy się spełni, obmierza ci życie,

Wie o tem każdy, lecz nikt nie ucieka
Od nieb, w graźń piekła strącających człeka

Sonet 129 (incipit TH'expence of Spirit in a waſte of ſhame ) – jeden z cyklu 154 sonetów autorstwa Williama Szekspira. Po raz pierwszy został opublikowany w 1609 roku.

## Treść
W sonecie tym podmiot liryczny, przez niektórych badaczy utożsamiany z autorem, bada wpływ żądzy i jej realizacji na psychikę kochanka. Jego negatywny stosunek do seksualności może być zarówno traktowany jako wyraz przejściowego zniechęcenia poety, jak i stały element jego osobowości czy też wyraz powszechnie panujących w tych czasach poglądów jednakże nie można wykluczyć, że jego podłożem była namiętność do Czarnej Damy. 
Analizując ten sonet w kontekście dwóch poprzednich, nie można wykluczyć, że sonety 127 i 128 są fałszywymi komplementami trawionego żądzą mężczyzny. 

## Polskie przekłady
| 1913 |  | Haniebnie niszczy i moc ducha trwoni        |  | Maria Sułkowska     | [ 10 ] |
| 1922 |  | Duch się zużywa na wstydu ogromy,           |  | Jan Kasprowicz      | [ 4 ]  |
| 1948 |  | Jest ci sromoty pełnym marnowaniem ducha    |  | Władysław Tarnawski | [ 11 ] |
| 1964 |  | Rozrzutność ducha, w trwonieniu bezwstydna, |  | Jerzy Sito          | [ 12 ] |
| 1968 |  | Marnotrawienie duszy na wstydu daremność    |  | Marian Hemar        | [ 13 ] |
| 1979 |  | Trwonieniem ducha i hańbą plugawą           |  | Maciej Słomczyński  | [ 14 ] |
| 2011 |  | Haniebnym marnotrawstwem sił ducha i ciała  |  | Stanisław Barańczak | [ 6 ]  |
| 2015 |  | Żądza w swych czynach siły ducha trwoni     |  | Ryszard Długołęcki  | [ 15 ] |